# Нисканен, Мэтт
Мэ́ттью (Мэтт) Но́рман Ни́сканен (англ. Matthew (Matt) Norman Niskanen; 6 декабря 1986, Верджиния, Миннесота, США) —  бывший американский хоккеист, защитник. Обладатель Кубка Стэнли 2018 в составе «Вашингтон Кэпиталз».

## Карьера игрока

### Юниорская карьера
На юниорском уровне играл за университетскую команду «Миннесота Дулут». Отыграв за неё почти два сезона, в 2007 году Мэтт решил оставить учёбу и стать профессиональным хоккеистом - на драфте НХЛ 2005 года он выбран в первом раунде под общим 28-м номером клубом «Даллас Старз».

### Карьера в НХЛ
19 марта 2007 года подписал контракт с «Айова Старз» (фарм-клубом «Даллас Старз»), где и провёл остаток сезона. Позднее в межсезонье заключил трёхлетнее соглашение со «Старз».

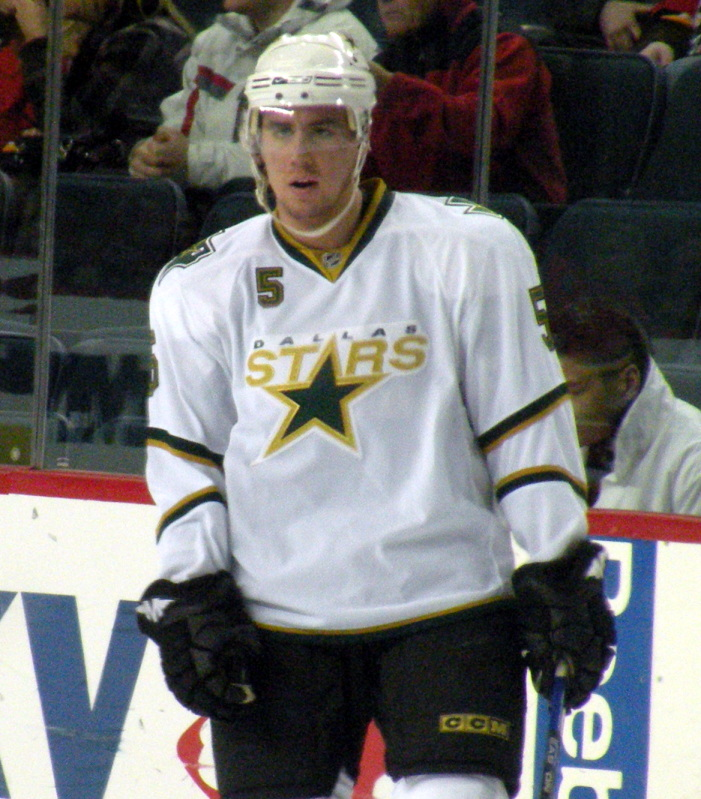
Мэтт Нисканен в игре за «Даллас Старз».

В НХЛ дебютировал 3 октября 2007 года в матче против «Колорадо Эвеланш». Спустя два дня записал на свой счёт первые очки в НХЛ, отдав две голевые передачи в матче против «Бостон Брюинз». Первую шайбу забросил 29 октября 2007 года в матче против  «Сан-Хосе Шаркс». Результативно заиграв за «Старз», к середине сезона лидировал по коэффициенту полезности в команде.            «Даллас Старз» вышел в плей-офф, где в финале конференции уступил будущему обладателю Кубка Стэнли «Детройт Ред Уингз». В плей-офф Мэтт Нисканен сыграл 16 матчей, набрав 3 очка (0+3).
В сентябре 2010 года продлил контракт с «Далласом» на 2 года на сумму $ 3 млн.
21 февраля 2011 года вместе со своим партнёром Джеймсом Нилом был обменян в «Питтсбург Пингвинз» на защитника Александра Голигоски.
Летом 2012 года продлил контракт с «Питтсбургом» еще на 2 года с зарплатой $ 2,3 млн за сезон.
4 марта 2014 года забросил 2 шайбы в матче против «Нэшвилл Предаторз», поразив точными бросками ворота Пекка Ринне.
После окончания контракта с «пингвинами» 1 июля 2014 года как неограниченно свободный агент подписал 7-летний контракт на сумму $ 40 млн с «Вашингтоном Кэпиталз».
В октябре 2014 года Нисканен провел свой 500-й матч в НХЛ.
В сезоне 2017/18 в составе «Вашингтона» выиграл Кубок Стэнли. В начале сезона получил травму и пропустил около 3 недель. В плей-офф, играя в паре с Дмитрием Орловым, провёл все 24 матча и забросил 1 шайбу в серии второго раунда против своего предыдущего клуба – «Питтсбурга». Также Мэтт стал лидером плей-офф по количеству заблокированных бросков (57) и лидером «Кэпиталз» по среднему времени на льду, проведённому в равных составах (21:52)
14 июня 2019 года был обменян в «Филадельфию Флайерз» на защитника Радко Гудаса.
5 октября 2020 года объявил о завершении карьеры несмотря на то, что у него оставался год контракта с «Флайерз».

### Международная карьера
Играл в составе сборной США на Молодёжном чемпионате мира 2006 года.
Выступал на Чемпионате мира 2009 в составе сборной США. На льду провёл 9 игр, забросил 1 шайбу и 2 раза результативно ассистировал.

## Статистика
| Легенда | Легенда                    | Легенда | Легенда                   | Легенда | Легенда    |
| ------- | -------------------------- | ------- | ------------------------- | ------- | ---------- |
| И       | Количество проведённых игр | Штр     | Штрафное время            | +/−     | Плюс-минус |
| Г       | Голы                       | П       | Голевые передачи          | О       | Очки       |
| -       | Статистика неизвестна      | —       | Статистика не учитывалась |         |            |